# Joan Fuster i Gimpera
Joan Fuster i Gimpera (Torroella de Montgrí, 25 de gener del 1917 - 4 de setembre del 2011) va ser un pintor que l'any 1986 va rebre la Medalla del Montgrí; fou el primer torroellenc a rebre-la. El pintor de Torroella de Montgrí Joan Fuster serà recordat com el pare de l'estrambotisme, un corrent artístic que ell mateix va batejar el 1974. L'estrambotisme, però, va quedar gairebé oblidat a l'estudi del pintor fins que el 2004 va conèixer el pintor gironí Quim Hereu.

## Biografia
En Joan Fuster i Gimpera es va formar de forma autodidacta, tot i que va rebre consells dels pintors Josep Maria Mascort i Ramon Reig i Corominas. Va alternar des de petit el cultiu de la pintura amb la seva vocació per la música. Es dedicà sobretot a l'aquarel·la, però també feu incursions en la pintura a l'oli, a l'aiguada i a l'acrílic. El 1949 es va presentar al públic en una mostra individual celebrada a Girona. Posteriorment, va fer diverses exposicions monogràfiques o de grup i el 1959 va aconseguir el primer premi de la Diputació de Girona. La seva obra va ser ben acollida a París, en una mostra d'acuarelistes francesos, i que el 1953 va guanyar un premi al Saló d'Aquarel·listes de París. El 1981 se li va dedicar una molt completa exposició a La Fontana d'Or i poc més tard va exposar a la Galeria Mayte Muñoz de Barcelona.
L'aportació plàstica de Joan Fuster i Gimpera abasta diversos procediments i gèneres temàtics. Va practicar intensament l'acuarela, tècnica en la que va demostrar una especial habilitat, però també la pintura a l'oli i a l'acríl·lic, el dibuix a la ploma i la pintura al fresc. El temes més freqüents són les marines - quasi sempre de la Costa Brava, concretament de L'Estartit, on hi tenia el seu taller - i el paisatge en general. Els seus quadres de caràcter surrealista mereixen menció a part: igualment ambientats en contexts mariners, reflexant la influència del Dalí de Port Lligat. Alguns dels seus dibuixos denoten un cert paral·lelisme amb l'univers visionari de El Bosco.

## Estrambotisme
El 1974, Fuster utilitza per primera vegada el nom «estrambotisme» per definir la seva obra: "L'estrambotisme és una faula plàstica que expressa idees que fugen de la normalitat, sense que l'artista se supediti als cànons. Qualsevol element, sense perdre la seva identitat, pot ser una altra cosa". Per exemple, Joan Fuster va pintar Mort d'un gran ocell, el quadre on va pintar el seu gos com un notari en un enterrament rodejat d'aus que van a donar el seu últim adéu a l'amic emplomat.